# Gvendarfell
Gvendarfell är ett berg i republiken Island. Det ligger i regionen Suðurland, 150 km öster om huvudstaden Reykjavík. Toppen på Gvendarfell är 826 meter över havet.
Trakten runt Gvendarfell är nära nog obefolkad, med mindre än två invånare per kvadratkilometer. Närmaste större samhälle är Vík í Mýrdal, omkring 14 kilometer söder om Gvendarfell. Trakten runt Gvendarfell består i huvudsak av gräsmarker.